# Vignot
Vignot je francouzská obec v departementu Meuse v regionu Grand Est. V roce 2010 zde žilo 1 317 obyvatel.

## Vývoj počtu obyvatel
Počet obyvatel